# Kanton Cayenne-Sud-Ouest
Kanton Cayenne-Sud-Ouest is een kanton van het Franse departement Frans-Guyana. Kanton Cayenne-Sud-Ouest maakt deel uit van het arrondissement Cayenne en telt 8.756 inwoners (2007).
Het kanton Cayenne-Centre omvat slechts een deel van de gemeente Cayenne.